# Sonne
"Sonne" je pjesma njemačkog industrial metal-sastava Rammstein, objavljena kao prvi singl s trećeg studijskog albuma sastava Mutter.

## O pjesmi
Objavljena je 21. veljače 2001., te je prvobitno napisana kao pjesma za ulazak u ring ukrajinskog boksača Vitalija Klička. U spotu, članovi sastava su patuljci koji rade u rudniku za Snjeguljicu, koja je prikazana kao ovisnica o zlatnom prahu. Snjeguljica umire od predoziranja, te je pokapaju u lijesu od leda. Na kraju spota, jabuka pada na lijes, koji se pritom razbije, te Snjeguljica oživi.
Od svibnja 2001., sastav svira pjesmu na svakom koncertu uživo.

## Popis pjesama
1. "Sonne" - 4:32
2. "Adios" - 3:48
3. "Sonne" (Clawfinger K.O. Remix) - 4:11
4. "Sonne" (Clawfinger T.K.O. Remix) - 5:52
5. "Sonne" (Instrumental) - 4:31